# Rosalyn Bryant
Rosalyn Bryant (Rosalyn Evette Bryant, verheiratete Clark; * 7. Januar 1956 in Chicago) ist eine ehemalige US-amerikanische Sprinterin.
Bei den Olympischen Spielen 1976 in Montreal wurde sie über 400 m in 50,65 s Fünfte, nachdem sie im Halbfinale mit 50,62 s einen US-Rekord aufgestellt hatte. In der 4-mal-400-Meter-Staffel gewann sie mit der US-Mannschaft in der Besetzung Debra Sapenter, Sheila Ingram, Pamela Jiles und Bryant die Silbermedaille in 3:22,81 min hinter der DDR-Stafette, die mit 3:19,23 min einen Weltrekord aufstellte.
Bei der Universiade gewann sie über 400 m 1977 Gold und 1979 Silber und bei den Panamerikanischen Spielen 1979 in San Juan Gold in der 4-mal-400-Meter-Staffel.
1983 wurde sie bei den Leichtathletik-Weltmeisterschaften in Helsinki Achte über 400 m und kam mit dem US-Team in der 4-mal-400-Meter-Staffel auf den fünften Platz.
1975 wurde sie US-Meisterin über 100 m. Jeweils US-Vizemeisterin wurde sie 1975 über 200 m, 1976 über 100 m sowie 1981, 1982 und 1983 über 400 m. In der Halle errang sie nationale Titel 1973, 1975 und 1977 über 220 Yards sowie 1979 über 440 Yards.

## Persönliche Bestzeiten
- 100 m: 11,43 s, 12. Juni 1976, Los Angeles
- 200 m: 23,05 s, 8. Mai 1976, Knoxville
- 400 m: 50,62 s, 29. Juli 1976, Montreal